# 八重の桜
『八重の桜』（やえのさくら）は、2013年1月6日から12月15日まで放送されたNHK大河ドラマ第52作。主演は綾瀬はるか。
2014年度国際エミー賞テレビドラマ部門ノミネート作品。

## 企画・製作
当初はまったく別の作品を計画していたものの、2011年3月11日に東北地方太平洋沖地震（東日本大震災）が発生したことを受け、NHK内部で東北復興を支援する内容にすべきだとの意見が上がり方針を転換。福島県会津出身で、同志社を創設した新島襄の妻となった新島八重の生涯を描いた作品となることが公式発表以前にマスメディアを通して明らかにされていた。
同年6月22日に制作発表が行われた。この発表では同時に主演俳優も発表され、大河ドラマ初出演となる綾瀬はるかが起用されることになった。
クランクインは2012年9月9日。舞台となる福島県会津地方でのロケーション撮影から開始され、9月13日には鶴ヶ城において出演者による記者会見が行われた。
大河ドラマにおいて幕末期を描いた作品は、1990年代以降も幾つか制作されていたが、昭和期まで存命であった実在人物が主人公となるのは1985年の『春の波涛』以来28年ぶりとなる。
ドラマ本編は明治30年代の描写で完結しているが、最終回の紀行のコーナーでは晩年の八重本人の映像が使用された。大河ドラマの主人公となった実在人物の生前の映像が使用されたのは、本作が初めてである。
作中で会津弁を忠実に再現した結果、会津地方の人々からも「老人が使っている会津弁で聞き取りにくい」との指摘があり、2013年3月10日放送分から、総合テレビジョンのデータ放送に、会津弁や歴史用語の意味を解説する機能が追加された。
全50回の平均視聴率は14.6%（ビデオリサーチ調べ、関東地区・世帯・リアルタイム）で、当時『平清盛』『花の乱』『竜馬がゆく』に続く歴代ワースト4位の数字だった。

## あらすじ

### 会津編
1865年、アメリカ合衆国では南北戦争が終結。不要となった武器の多くが日本へもたらされることとなる。そして明治元年（1868年）、それらを装備した新政府軍の攻撃にさらされる会津若松城の中に、最新式のスペンサー銃を手に抗戦する一人の女性がいた。山本八重、後の新島八重である。
時は遡って幕末、諸外国からの開国要求が高まり、日本国内は開国派、攘夷派などの思想の違いによる分断が起きようとしていた。この時代の転換期に、会津藩の砲術師範の家に生を受けた八重は、藩軍備の洋式化を目指す兄・山本覚馬や、その友である洋学者・川崎尚之助らの側で、会津地方そして日本の変化を感じていた。
幕末の争乱により治安が悪化する京都警護のため、会津藩主・松平容保が京都守護職に指命され、徳川将軍家への忠義を尽くさんと、会津は藩を挙げて倒幕派追討への動きに加わることとなる。それは後にいわれる「会津の悲劇」の序章であった。

### 京都編
1868年9月22日、会津戦争終結。
戊辰戦争に敗れた会津藩は「逆賊」と世間に罵られる中、八重と会津の仲間たちは新たな生き方を模索。家名再興を許された旧会津藩は、極寒の地に斗南藩をたて、飢餓や財政に苦しみながらも山川浩を中心に果敢に生きて行く。八重とその家族は兄・覚馬の生存を知り、覚馬を頼って京都市へ渡り、そこで鉄砲に変わる「学問」という、新たな生きがいを得る。
幕末の動乱で尚之助との別れを体験した八重だが、アメリカ合衆国から帰国した新島襄と出会い、心を開き結婚。キリスト教に根ざした学校を作ろうとするも、偏見を持つ人々の反発に遭い葛藤する襄を支えたのが「ならぬことはならぬ」の精神を持った八重。従来の会津の教えを「良いものは良い」と発想を転換、肯定的に捉えて邁進し同志社英学校の開校にもこぎつける。その後も、二人の夢は同志社大学設立へと向かうのである。
「ジョー」「八重さん」と呼び合うこの風変わりな夫婦が、明治という新たな時代を駆け抜けて行く。

## 登場人物

### 主人公とその一族

#### 主人公とその伴侶
新島八重（にいじま やえ）
（山本八重 → 川崎八重 → 山本八重 → 新島八重）
演：綾瀬はるか（幼少期：鈴木梨央）
主人公。会津藩砲術師範・山本家の長女。米俵を軽く持ち上げるほどの腕力の持ち主で、性格は自由奔放かつ男勝り。
幼い頃から砲術に興味があり、父・権八に反対されながらも、兄・覚馬から銃の手ほどきを受け技能を伸ばし、新式銃の開発にも携わるようになる。また、模擬戦の追鳥狩を木に登って見学している最中に草履を落としてしまい、家老の西郷頼母に厳しく叱責された。覚馬の勧めもあり、川崎尚之助に嫁ぐ。
鶴ヶ城籠城戦では頼母から「城を守るために使え」という助言もあり男装して入城し、覚馬から贈られたスペンサー銃で戦い、活躍した。会津藩降伏後、生き残った藩士達と共に猪苗代での謹慎を望むが果たせず、米沢の内藤家に身を寄せ、この間に尚之助とは離縁。
覚馬に呼び寄せられ、家族とともに京都に移住し、女紅場（女性の手仕事を教える機関）で教師として働くこととなる。その後、東京で尚之助と再会し、復縁を望むが拒まれ、京都で待っていると告げ東京を後にしたが、尚之助は間もなく亡くなる。
失意の中、新島襄と出会い婚約するが、クリスチャンの襄と婚約したことで女紅場を解雇された。襄と再婚後は彼の興した同志社の経営にも関わり、彼の最期も看取る。
襄の死後、覚馬の勧めで篤志看護婦人会に入会。日清戦争では看護婦として負傷者の看病に当たり、終戦後にその活躍が評価され民間の女性初の受勲者となる。
川崎尚之助（かわさき しょうのすけ）
演：長谷川博己
洋学者。元出石藩士。
江戸の象山塾で山本覚馬と知り合い、共に学ぶ。覚馬の人柄に惚れ込み、彼が設立する蘭学所に誘われて会津を訪れ、そのまま山本家の居候となって八重、覚馬と共に新式銃の開発を行う。藩への仕官が叶えば兵制改革がより一層進むと考えた覚馬から八重との縁談を勧められ、八重と夫婦となる。
その後、働きが認められて会津藩への仕官が叶い、会津が戦火に巻き込まれる可能性を予測し、覚馬の計画を基に防衛策を練る。会津藩が着手した軍制の洋式化を中心となって進め、梶原らと共に奥羽諸藩との交渉にも参加した。
会津戦争では大砲隊を率いて戦い、八重と共に奮戦した。降伏後、猪苗代の謹慎所へ同行しようとした八重を逃がし、自らは謹慎所送りとなったのち斗南に渡った。
斗南藩の窮乏を掬うため米取引を行ったが、詐欺に遭って告訴され藩の指示を疑う警察に、全て自分の一存によるものと証言して責任を一身に背負って裁判を戦うこととなり、八重には事情を話せぬまま離縁。
その後、東京で八重と再会し、夫婦でなくていいから側にいたいという八重の申し出に対し、裁判が終わったら必ず京都に行くと約束するが、病の悪化によって死去。八重の事を最期まで案じていた。
生前、会津戦争の記録を綴った『會津戦記』をしたためており、後に山川兄弟がこれを基に『京都守護職始末』を編纂した。
新島襄（にいじま じょう）
（新島七五三太 → 新島襄）
演：オダギリジョー（少年期：小林海人）
安中藩士・新島民治の子。前名は七五三太（しめた）。
アメリカに密航し、同地で学んだキリスト教の精神で内戦に傷ついた日本の復興を助けたいと願う。
帰国後、木戸孝允の紹介で京都にキリスト教を教える学校の設立を目指すが、仏教界の反発や府知事の槇村正直の非協力的な態度に苦労する。槇村の紹介で山本家に居候することになり、そこで八重と知り合う。襄は古い価値観に縛られない八重の奔放さに惹かれ、尚之助の死後、失意の内にあった八重を励ます中で絆が生まれ、結婚する。
山本覚馬や大垣屋の協力で念願の学校・同志社を設立し、校長に就任。教職員や生徒との対立、私学を規制しようとする政府の圧力に苦心しながら、八重との二人三脚で乗り越えていく。
同志社に大学を設立するための資金集めに奔走する中で、心臓の病が悪化し、最期は八重に看取られながら「グッバイ、また会いましょう。」と告げ、息を引き取った。

#### 山本家とその関係者
山本覚馬（やまもと かくま）
演：西島秀俊
八重の兄。会津藩士。
文武両道に秀で八重の良き理解者であり、八重の熱意を認めて彼女に鉄砲の手解きをする。藩命で江戸に留学して佐久間象山の門下で学び、藩軍備の洋式化を目指すが、藩の保守的な気風に阻まれ、重役を批判して禁足処分を受けるが、西郷頼母の尽力で処分を解かれ、兵制改革の担当者に登用される。藩主・松平容保と共に上洛し京都の治安維持に当たり、禁門の変でも活躍するが、眼に異常を感じ、白そこひと診断され、失明宣告を受ける。
鳥羽・伏見の戦いが勃発すると、戦を止めるべく大坂に赴こうとするが、途中で薩摩兵に捕えられ幽閉される。獄中では会津を救うための嘆願を続ける一方、政治意見書『管見』を作成した。獄中にある間に完全に失明し、また薩摩兵に暴行された後遺症で歩行困難な身となった。
戊辰戦争後、『管見』を読んだ岩倉具視の推薦で京都府に顧問として出仕、京都の復興と文明開化の中心人物となり、襄の学校設立にも協力するが、知事の槇村と対立して解雇される。後に府会議員に当選し、初代議長に就任。議会で槇村の横暴に立ち向かい、最後は槇村と刺し違える形で府議を辞職した。その後は、商工会議所会長に就任し、引き続き京都の発展に尽くした。
襄の死後、同志社の臨時総長を務めた。卒業式では日本が戦争に向かっていることを憂えて聖書の一節を通し「二度と再び戦うことを学ばない」ことを祝辞として卒業生に送った。その後は小崎弘道に職を譲るが、間もなく八重と佐久に看取られながら、その生涯を閉じた。
山本佐久（やまもと さく）
演：風吹ジュン
八重の母。
八重が砲術を習いたがることに対し、女子が家事をやることの大切さを教え、鉄砲は女子がする役目ではないと諭した。家族と共に鶴ヶ城の籠城戦を戦い抜き、覚馬の生存を知ると八重・みねと共に京都へ渡り、同志社設立後は寮監を務めた。日清戦争の後、眠るようにして亡くなった。
山本権八（やまもと ごんぱち）
演：松重豊
八重の父。会津藩砲術師範。
八重の砲術の才能を認めながらも女子が砲術を学んでも活かす場が無いことから、彼女が砲術を学ぶことには頑なに反対した。その本心は、誰も褒められることのない寂しい生涯を送らせたくないとの親心ゆえであった。しかし、一方で八重が隠れて鉄砲の勉強をしているのを半ば黙認していた。
会津城下に新政府軍が迫ると、玄武隊の一人として戦う。八重が戦場で活躍する様子を見て「八重が鉄砲を学んだことは間違いではなかったかもしんねえ」と感じるようになり、佐久にもそれを漏らしていた。
その後、補給路確保のために編成された決死隊を率いて米を城に運ぶことには成功するが、自身はその途上で銃撃を受けて瀕死の状態になり、八重に「にしはわしの誇りだ。皆を守れ」と伝え、家族に看取られながら息を引き取った。
樋口うら（ひぐち うら）
（山本うら → 樋口うら）
演：長谷川京子
覚馬の最初の妻。会津藩勘定方・樋口家の娘。
林権助の仲人で覚馬に嫁ぐ。従順で控えめな性格だが気が強く、自由奔放な八重とは違う生き方をしながらも、家族としての絆を紡いでいた。攘夷派の浪人に襲われた覚馬を妊娠中に庇ったことがもとで第一子を流産してしまうが、その後みねを授かる。戊辰戦争後に覚馬の生存を知るが、同時に時栄と子供の存在を知って「女の意地がある」と離縁を決意し、八重にみねを託して会津に戻った。
15年後、帰郷した八重、みねと再会。みねから一緒に住もうと訴えられるが、会津に生きるとして拒否した。
山本時栄（やまもと ときえ）
（小田時栄 → 山本時栄）
演：谷村美月
覚馬の後妻。旧姓は小田（おだ）
覚馬の目を心配した大垣屋が彼に無断で遣わした女中。当初は覚馬に断られるが、不逞浪人に銃を向ける度胸を気に入られ、彼の身の回りの世話をすることになる。のちに男女の仲となって娘・久栄を授かり、明治に入ってから正式に夫婦となる。同居することになった八重たちとも打ち解け、妻として山本家を守るが、内心では覚馬の心に残る先妻・うらへの嫉妬を抱え、八重や佐久そして娘たちが外で活躍する中で疎外感を感じていた。
山本家に書生としてやって来た青木栄二郎から思いを寄せられ、不義の噂が立ったことで同志社の経営にも支障を来す事態となる。覚馬は不問に付そうとしたが、八重に問い詰められた時栄は暗に不義の事実を認めたため、離縁を言い渡され、八重に追い出される形で山本家を後にした。
伊勢みね（いせ みね）
（山本みね → 伊勢みね）
演：三根梓（少女期 : 池田沙弥花 / 幼少期：豊嶋花 / 幼児期：千葉理紗子 / 乳児期：中山香楽（第6回） / 谷川夢歩（第7回））
覚馬とうらの娘。
父・覚馬が京都に出仕中で不在の中、母・うらに厳しく育てられる。戊辰戦争後に覚馬の生存を知ると、家族とともに京都へ向かうが、うらとは別れることとなり彼女が持っていた櫛を託されて涙ながらに別れた。
京都では継母である時栄に馴染むことができないまま新生活を送ることとなるが、次第に時栄とも打ち解けていく。成長後、同志社女学校に入学し、英学校に転校してきた伊勢時雄に一目ぼれする。その後、時雄から求婚され、覚馬が喜ぶ中、みねは自分がうらのように見捨てられたと感じ一度は拒絶するが、八重の説得の末に求婚を受け入れ、時雄の妻となり共に今治に向かった。時雄が同志社学校の教師になったことで京都に戻り長男・平馬を出産するが、産後に容体が悪化し、そのまま息を引き取った。
死の直前、時栄の件と平馬が生まれたことでつらい運命を背負った異母妹の久栄を心配しており、久栄のことを八重に託していた。
山本三郎（やまもと さぶろう）
演：工藤阿須加（少年期：村山謙太 / 幼年期：山崎智史）
八重の弟。
兵制改革を訴える兄や、新式銃の開発に苦心する姉たちの力になりたいと権平に内緒で佐川官兵衛の部隊（別撰組）への入隊を志願し、佐川もその忠義の志は認めていたが、若年を理由に断られている。その後、江戸に留学する。
鳥羽・伏見の戦いには志願して参加、果敢に敵陣に攻め入ろうとするが、銃撃を受け死亡する。遺髪と軍服は尚之助によって山本家に届けられ、八重はこの軍服を着て鶴ヶ城に入城した。
山本久栄（やまもと ひさえ）
演：門脇麦（少女期：今瀬葵 / 幼少期：太田しずく）
覚馬と時栄の娘。時栄が出て行ったことで、心を閉ざしてしまう。その後、徳冨健次郎と恋に落ち、共に東京に駆け落ちしようとしたが、健次郎が一人で出奔したため未遂に終る。佐久が亡くなる前後に病死した。
徳造（とくぞう）
演：戸田昌宏
山本家に仕える下男。
籠城戦前に暇をもらって山本家を去った後、お吉と結婚した。その後、伝道旅行で会津を訪れた八重・みねらと再会を果たした。
お吉（おきち）
演：山野海
山本家に仕える下女。籠城戦前に暇をもらい山本家を去った後、徳造と結婚した。その後、伝道旅行で会津を訪れた八重・みねと再会を果たした。

#### 新島家
新島民治（にいじま たみじ）
演：清水綋治
襄の父。元安中藩士。襄を前名の「七五三太」と呼ぶ。
突飛な行動をとる襄を半ば呆れながら見守り、そんな襄と結婚してくれた八重とも良好な関係を築く。みねの死後、息を引き取った。
新島登美（にいじま とみ）
演：香野百合子
襄の母。
日清戦争後、佐久が亡くなるのと前後して病死した。

### 会津の人々

#### 会津松平家
松平容保（まつだいら かたもり）
演：綾野剛（幼少時：山下哲平）
会津藩第9代藩主。幼名は銈之丞（けいのすけ）、官名は肥後守（ひごのかみ）。会津中将とも呼ばれる。
美濃国高須藩に生まれ、12歳で会津藩主・松平容敬の養子となり、その跡を継ぐ。養子だからこそ会津のために尽くしたいという思いが強いが、皮肉にもそれが後に言われる「会津の悲劇」を招くことになる。
幕末情勢の混乱の中、幕府より京都守護職の就任要請を受け、当初は拒むも、藩祖・保科正之より伝わる会津家訓の精神を貫かんと、家臣らの強い反対を押し切って就任の決断を下す。
着任当初は言路洞開路線をとって尊攘派との融和を図るが、彼らの真意が倒幕にある事を知ると一転して厳罰主義を採り、藩士や新選組を使い取り締まった。しかし、却って尊攘派の恨みを受け、また都で会津の武名が上がったことから幕府からも疑いの目を向けられる。藩の疲弊を理由として帰国を望むが叶わず、孝明天皇の崩御後は、王政復古や鳥羽・伏見の戦いを経て朝敵の汚名を受け、失意のうちに会津に帰国する。
新政府には武備恭順の態度を示す一方で、万一に備えて軍制改革を行う。白河口が破られ、会津城下での戦いが必至となると会津は会津の手で守ると重臣らを奮い立たせたが、会津勢は苦戦を強いられ、苦渋の決断で降伏した。この直前、萱野権兵衛への伝令役という形で西郷頼母を城から追い出すが、これは彼に生きて会津の汚名をすすいで欲しいとの願いから下した決断である。そして彼の背中を見届けながら「生きよ…、頼母…」と無事を願っていた。
降伏後は謹慎し、会津戦争の戦没者の冥福を祈る日々を過す。のちに高木時尾と藤田五郎の結婚の仲人を元家臣の佐川とともに務めたが病に倒れ、会津の名誉回復を山川兄弟に託して息を引き取った。
松平照（まつだいら てる）
（照姫 → 松平照）
演：稲森いずみ
容保の義姉。
文武両道に優れており、その人柄は八重たち会津の女性たちに深く慕われている。
互いに他家（照姫自身は飯野藩保科家）からの養子であるために容保とは血の繋がりは無く、それ故か彼に幼い頃から想いを寄せていた。一度は他家に嫁ぐが、離縁されて会津松平家に戻り、容保夫妻と江戸上屋敷に住まうが、後に会津に移る。鶴ヶ城篭城戦では城内の女性たちをまとめ、降服の際には自ら白旗に「降参」と書き入れた。
戊辰戦争後は実家・保科家に預けられていたが病に倒れ、容保に看取られて息を引き取った。
松平容敬（まつだいら かたたか）
演：中村梅之助
会津藩第8代藩主。照姫、容保の養父。
容保に対し、「徳川将軍家への忠義を第一に掲げる会津家訓に沿って生きるように」と説いた。
しかし、これが図らずも、後に容保を始めとした会津藩全体を最悪の凶事へと導く事を運命づけてしまう。
敏姫（としひめ）
演：中西美帆
容保の正室。松平容敬の実娘で、照姫と容保にとっては義妹。
疱瘡を患い、照姫に「姉として容保を支えて欲しい」と遺言して世を去る。
松平喜徳（まつだいら のぶのり）
演：嶋田龍
会津松平家第10代当主。容保の養嗣子で徳川慶喜の実弟。幼名は余九麿（よくまろ）。

#### 西郷家
西郷頼母（さいごう たのも）
演：西田敏行
会津藩家老。
会津に赴いて間もない容保に近くで仕え、会津藩の藩風や仕来りなどを教育した。幼少期の八重とは模擬戦である追鳥狩の際に草履を落とされ妨害された際にその張本人が八重であると知った際に初対面し激怒したが成人した八重と再会した時は、女性が砲術が活躍する場が無いことなどお互いに本音を語り合える存在となった。藩の兵制改革にいち早く賛同し、覚馬を取り立てた。幕府の京都守護職要請に際しては、容保に要請拒否を強く求め、守護職就任後も速やかな辞職を求め続けたことで容保の不興を買って家老職を解かれ、謹慎を命じられる(この事を八重に明かしている)。
鳥羽・伏見での敗戦後に家老に復職し、新政府への恭順を主張した。会津戦争が勃発すると白河方面の総督を任されるが、寡勢の新政府軍に敗北する。その後、鶴ヶ城に帰参し再度の恭順を勧めたが、周りの重臣が徹底抗戦を主張している中で孤立し、白河総督の任を解かれた。籠城戦となると登城するが、次第に会津が絶望的な状況になると会津存続を願って改めて恭順を勧めるが、徹底抗戦を主張する多くの重臣に非難され、容保からも意見を聞き入れられることはなく、萱野権兵衛への伝令役という形で実質的に城を追われた。また、鶴ヶ城籠城戦の際に、八重に「にしの鉄砲は城を守る為に使え」と助言した。役目を終えると会津を離れ、函館戦争に身を投じるが、それも敗北に終わると生きて会津を踏みつぶしていった者達が作る世を見届けると決意する。
維新後、会津を訪れた八重と再会し、これまで生きてきた経緯を語り、会津戦争から立ち上がり勲章をもらった八重を一度散っても春になれば再び花を咲かせる桜に例え、会津の希望であることを示唆した。
西郷千恵（さいごう ちえ）
演：宮崎美子
頼母の妻。
城下に新政府軍が襲来すると、会津の無実を訴え、新政府軍の非道な力には屈しないことを死をもって示すのが西郷家の役目と殉死の大儀を家族に諭したのち、一家と共に自刃して果てた。
西郷眉寿（さいごう みす）
演：中島亜梨沙
頼母の妹。
西郷由布（さいごう ゆう）
演：玄里
頼母の妹。
西郷細布（さいごう たえ）
演：田中明
頼母の長女。
母や一族と共に自刃するが、死に切れずに瀕死の状態でいたところを板垣退助に発見され、彼女の願いを容れた板垣によって止めを刺される。
西郷瀑布（さいごう たき）
演：豊田留妃
頼母の次女。
西郷律（さいごう りつ）
演：久松夕子
頼母の母。
西郷吉十郎（さいごう きちじゅうろう）
演：関ファイト
頼母の長男。
母・千恵から父・頼母と共に働くよう言われたため、一族の自刃からは逃れた。
西郷常磐（さいごう とわ）
演：田嶋絆
頼母の四女。

#### 山川家
山川浩（やまかわ ひろし）
（山川与七郎 → 山川大蔵 → 山川浩）
演：玉山鉄二（幼少期：里村洋）
山川家の長男。幼名は与七郎（よしちろう）、長じてからは大蔵（おおくら）を称する。
八重とは幼馴染で、密かに想いを寄せていた。父親を早くに亡くし、若くして山川家の当主となる。京都へ上り、容保の側近として活躍して奏者番に昇進。さらに幕府の外国奉行の供として欧州を回り見聞を広めて帰国する。
鳥羽・伏見の戦いでは洋装して前線で指揮を執り、瀕死の重傷を負った三郎の最期を看取った。会津戦争では日光口の守備を任され、板垣退助率いる新政府軍の進軍を阻み、その後は佐川官兵衛と共に家老に進んだ。新政府軍に包囲されている鶴ヶ城に帰城する際、行軍の列の先頭に彼岸獅子を立てる奇策で入城に成功する。会津戦争後は、他の藩士と共に猪苗代の謹慎所送りとなる。
戊辰戦争後は容保の助命嘆願や家名再興に力を尽くし、家名再興が許されると斗南藩の大参事に就任するが、藩は財政難に苦しめられ、藩のために行動した尚之助の裁判でも、苦渋の決断で藩の関与を一切否定した。
廃藩置県後、陸軍に仕官して佐賀の乱の鎮圧にあたり、その際の負傷で左腕が不自由となる。西南戦争にも出征し、西郷軍に囲まれた熊本城に入城するという功績を挙げた。一方で自宅に多くの会津出身者を書生として抱え、彼らの育成に心を砕く。また容保から孝明天皇の「御宸翰と御製」を託され、会津の雪冤を目指して『京都守護職始末』の編纂に着手するが、完成を健次郎に託し息を引き取った。
山川二葉（やまかわ ふたば）
（山川二葉 → 梶原二葉 → 山川二葉）
演：市川実日子（幼少期：愛川あおい）
浩の姉。
梶原平馬に嫁ぎ、夫に従って京都に滞在し、一子・寅千代を儲ける。会津藩が京都を撤退すると、江戸を経て会津に帰国する。
戊辰戦争後、平馬と離縁し家族とともに東京に住まいを移した。多くの書生を抱え、火の車の山川家の家計を遣り繰りしている。
山川健次郎（やまかわ けんじろう）
演：勝地涼
浩の弟。
学問には秀でていたが、砲術等や武芸は不得手で「青瓢箪」と呼ばれていた。
会津戦争に八重が率いる鉄砲隊のひとりとして参加し、八重を補佐して籠城戦を戦い抜いた。
戊辰戦争後は猪苗代の謹慎所に送られるが、梶原平馬の計らいにより、アメリカに留学。イェール大学で物理を学び、帰国後は東京開成学校（後の東京帝国大学）に採用され、教授となる。科学者として同志社のハリス理化学館の建設にも関わった。
浩から『京都守護職始末』の完成を託され、刊行寸前まで漕ぎ着けることができたが、日露開戦を前に国内の混乱を恐れた政府の意を受けた大山巌の説得に折れて刊行を思い止まるが、「永久に封印はしない」と釘を刺した。
大山捨松（おおやま すてまつ）
（山川咲 → 山川捨松 → 大山捨松）
演：水原希子（乳児期：大谷美玲 / 幼少期：ほの花 / 少女期：愛川あおい）
浩の末妹。幼名は咲（さき）。
戊辰戦争後、留学生として渡米する際に捨松と改名。
長年の海外生活で、すっかり西洋風の女性となって帰国するが、日本では活躍の場が与えられなかった。大山巌に見初められ求婚されるが、仇敵・薩摩出身者との縁組は周辺から反対され、捨松も乗り気ではなかった。しかし、「会津人も薩摩人も海外に出れば、同じ日本人」だという大山に惹かれ、自分の意思で大山との結婚を選ぶ。結婚後は、社交界デビューを果たし「鹿鳴館の華」と謳われるようになる。その後、篤志看護婦人会を立ち上げる。
山川艶（やまかわ えん）
演：秋吉久美子
浩らの母。
山川兵衛（やまかわ ひょうえ）
演：山本圭
大蔵（浩）たちの祖父。
家老として会津松平家に仕え、浩（大蔵）の成人後は隠居していたが、会津戦争では家族と共に鶴ヶ城に篭城した。
維新後の明治3年に米沢の八重を訪れた浩の口から前年に亡くなったことが語られている。
山川登勢（やまかわ とせ）
（北原登勢 → 山川登勢）
演：白羽ゆり
大蔵の妻。会津藩士・北原匡の娘。
鶴ヶ城籠城戦で焼き玉抑えに失敗し、命を落とした。
山川美和（やまかわ みわ）
演：守田菜生（少女期：澤田汐音 / 幼少期：酒井彩音）
浩の次妹。
山川操（やまかわ みさお）
演：竹島由夏（幼少期：川島鈴遥）
浩の三妹。
山川常盤（やまかわ ときわ）
演：佐藤みゆき（少女期：永野芽郁 / 幼少期：信太真妃）
浩の四妹。
山川重晴（やまかわ しげはる）
演：佐伯元希
常磐の息子。

#### 神保家
神保修理（じんぼ しゅり）
演：斎藤工
会津藩家老・神保内蔵助の息子。
京都では公用方として藩主を補佐し、主戦派の佐川官兵衛らを鎮めてきた。
鳥羽・伏見の戦いで旧幕府側が不利と見ると、慶喜に江戸へ撤退するよう進言。しかし慶喜が江戸へ逃亡すると、敗戦を招いた張本人として批判され、容保から切腹を言い渡される。容保の命を受けた秋月から逃亡を勧められるが、これを謝絶。主君の名誉と藩の秩序を守るために切腹する。
神保雪（じんぼ ゆき）
（井上雪 → 神保雪）
演：芦名星
修理の妻。会津藩士・井上丘隅の娘。
八重たちとは黒河内道場の同門。祝言を挙げてほどなく、夫は容保に従って京都に赴き、二度と会津に戻ることは無かった。
新政府軍が会津に攻め寄せる中、城下を彷徨っていたところを中野竹子に諭されて娘子隊に参加するが、戦闘中に仲間とはぐれて新政府軍の捕虜となり、土佐藩士・吉松速之助から脇差を借りて自害した。
神保内蔵助（じんぼ くらのすけ）
演：津嘉山正種
会津藩家老。
田中土佐と共に、大坂の適塾で学んでいた古川春英の帰藩を周旋した。病身のため帰国する横山主税と交代で京都詰めの家老として上洛する。
戊辰戦争開戦時には会津に戻っていたが、息子・修理を失った経緯もあって新政府には徹底抗戦を主張する。会津戦争では、田中土佐と共に城下の戦闘を指揮するが、新政府軍に追い詰められ、最期は「徳川家や幕府のためでなく、会津の為に戦えたこと」を喜びながら土佐と刺し違えて自害した。

#### 高木家・藤田家
藤田時尾（ふじた ときお）
（高木時尾 → 藤田時尾）
演：貫地谷しほり（幼少期：山岡愛姫）
八重の幼馴染。
幼い頃から大蔵に想いを寄せていたが、想いは伝えられなかった。照姫が会津に帰国すると、彼女の祐筆に選ばれ、鶴ヶ城に奉公に上がる。
会津戦争では、夜襲に参加するために女とばれないようにしたいという八重の頼みを受け、彼女の髪を涙ながらに断髪した。戦後は北海道に渡って、斎藤一と同居生活を送りのちに藤田五郎と改名した彼と結婚する。
藤田五郎（ふじた ごろう）
（斎藤一 → 藤田五郎）
演：降谷建志
元新選組副長助勤。新選組時代は斎藤一（さいとう はじめ）を名乗る。
新選組の中でも有数の剣の使い手でただならぬ殺気を放っているが、無闇な殺生は行わないことを身上としている。別撰組隊長の佐川とは、その腕前を認め合う間柄となる。
鳥羽・伏見の戦いにも参加し、その後は各地を転戦して会津に逃れ、負傷した土方歳三に代わって新選組の指揮を執ることになる。その後、土方が仙台への転戦を決意すると「義にあらず」と袂を分かち、会津に留まった。
戊辰戦争後、北海道に渡って時尾と同居生活を送り、時尾と結婚して藤田五郎と改名する。
その後、警視庁に奉職し、抜刀隊の一員として西南戦争に参加。戦いで重傷を負った佐川を阿蘇まで運び、その最期を看取った。
高木澄江（たかぎ すみえ）
演：宮下順子
時尾の祖母。
八重や時尾たちをはじめとする藩士の子女に裁縫を教えている。
高木盛之輔（たかぎ もりのすけ）
演：大倉栄人（少年期：首藤勇星）
時尾の弟。西南戦争では陸軍に仕官して出陣。

#### 会津藩重臣
田中土佐（たなか とさ）
演：佐藤B作
家老。
容保の京都守護職拝命に際しては頼母と共に反対したが容保の強い決意を受けて了承し、上洛した。
会津戦争では、城下に侵攻した新政府軍を食い止めるべく戦ったが新政府軍に追い詰められ、最期は神保内蔵助と刺し違えて自害した。
林権助（はやし ごんすけ）
演：風間杜夫
大砲奉行。
覚馬を高く評価しており、江戸への留学生に推挙し、彼の縁談も世話した。頼母と共にいち早く兵制改革に賛同し、八重の銃の腕前も高く評価している。
容保の守護職就任に従って京都に上り、蛤御門の変では大砲隊を率いて活躍した。また目を患った覚馬を心配して自分との同居を勧めていた。
鳥羽・伏見の戦いでは、伏見方面の敵と相対するところに布陣し前線で兵を指揮して戦うが、敵の銃弾を浴びて戦死した。
梶原平馬（かじわら へいま）
演：池内博之
側用人、後に家老。
守護職の容保に従い上洛。薩長の工作による幕府・朝廷内の勢力図の急転に伴い、江戸を経て会津に戻る。新政府軍が会津に迫ると会津藩の免罪への協力を求めて東北の諸藩と交渉し、奥羽越列藩同盟をまとめ上げる。
会津戦争では、自害した土佐や内蔵助に代わって戦の指揮をとるが新政府軍を前に苦戦を強いられた。戦後は猪苗代の謹慎所に送られた。その後、斗南藩創立と共に大蔵（浩）を大参事に就任させ、自らは戦の責任をとる形ですべての役職を辞し、二葉とも離縁した。
のちに水野テイと再婚し、北海道・根室で没した。
佐川官兵衛（さがわ かんべえ）
演：中村獅童
頼母と並び称されるほど武芸に優れた忠義の士だが、江戸で旗本を斬ったことで謹慎処分を受ける。
京都の情勢悪化を受けて謹慎を解かれ、藩士の次男以下の子弟で構成された部隊を率いて上洛。「別撰組」の名を与えられ、その隊長となる。着任当初は新選組を嫌っていたが、斎藤一とは稽古や任務を通じてその腕を認め合う仲となる。事ある毎に容保を振り回す慶喜には不信を抱いている。
鳥羽・伏見の戦いでは林権助らと共に出陣、その活躍で新政府軍から「鬼」と称される。新政府軍が会津に迫ると越後口の守備を任され、長岡藩の河井継之助と交渉して越後の諸藩を列藩同盟に加えることに成功し、会津戦争の最中に大蔵と共に家老に進んだ。戦闘では、敵への朝駆けを請け負ったが、酒に酔って寝過ごすという大失態を犯す。容保の降伏を受けてなお抗戦しようとしたが最後は降服し、猪苗代の謹慎所に送られた。
維新後も引き続き斗南藩に仕える。廃藩置県後は征韓論の破裂によって生じた警官不足を受け、旧会津藩士300人とともに警官となる。
西南戦争では抜刀隊に参加し、容保から賜った刀「正宗」で西郷軍をねじ伏せ、銃撃を受けてもなお奮戦した。その後、阿蘇まで運ばれ戦場で死ねることを喜びながら藤田五郎に看取られて息を引き取った。
横山主税（よこやま ちから）
演：国広富之
家老。
容保の側近くに仕え、京都にも同行。病身を押して勤め、神保内蔵助と入れ替わりで帰国する。病床では、京都での長期戦にあえぐ会津の将来を憂いた。容保から罷免された秋月の身の上を託されていたが、病のため思うように動けず、彼を頼母に託し病死した。
萱野権兵衛（かやの ごんべえ）
演：柳沢慎吾
家老。
保守的な性分で当初は藩軍備の洋式化にも反対していたが、京都の情勢悪化を受けて洋式化を受け入れ、尚之助に会津防衛策の策定を命じる。会津戦争後、松平容保・容大親子らへの助命嘆願によって代わりに戦争首謀者の首を差し出すこととなり、戦の責任を一身に背負って自らの命を投げ出した。
秋月悌次郎（あきづき ていじろう）
演：北村有起哉
公用方として容保らに先行して京に入る。京では新選組の採用や薩摩藩との連携で手腕を発揮するが、池田屋事件の責任を問われて罷免され、会津に帰国させられる。会津では八重の結婚の際に仲人を務める。その後、蝦夷地の代官へと左遷されるが、京都の情勢悪化を受けて再び公用人として復帰した。
会津戦争では、降伏の使者として新政府軍の陣地に自ら身を投じ、新政府軍との交渉の末降伏を認められた。その後、猪苗代の謹慎所に送られた。
のちに第五高等学校などの教師として活躍し、熊本に向かう途中京都で八重とも再会した。
広沢安任（ひろさわ やすとう）
（広沢富次郎 → 広沢安任）
演：岡田義徳
公用方。通称は富次郎（とみじろう）。
公用方として容保らに先行して京に入る。京では公家や新選組との間を取り持った。
新政府軍の会津討伐を止めるため江戸に留まり、総督府に赴いて西郷との面会を求めたが、逆に捕えられた。
維新後も引き続いて斗南藩を支えた。廃藩置県後は斗南の地に留まり牧場を開設した。
簗瀬三左衛門（やなせ さんざえもん）
演：山野史人
家老。保守的な気質で、覚馬の唱える藩軍備の洋式化に反対した。
内藤介右衛門（ないとう すけえもん）
演：志村東吾
家老。梶原平馬の実兄。
海老名郡治（えびな ぐんじ）
演：ウダタカキ
家老。
原田対馬（はらだ つしま）
演：佐藤政之
家老。

#### その他の会津藩士
黒河内伝五郎（くろこうち でんごろう）
演：六平直政
武芸師範。八重が通う薙刀道場の師匠でもある。
戦い間近という時に、目や足を患ってしまい、役に立てないことを悔やんでいた。それでも会津戦争ではユキや八重を援護し、不自由な体ながらも奮戦した。
古川春英（ふるかわ しゅんえい）
演：小市慢太郎
医師。
覚馬とは古い知人で脱藩して大坂の適塾で学んでいたが、内蔵助や土佐の取りなしで藩に復帰し、また覚馬の斡旋で日新館蘭学所の教授に就任する。後に長崎でオランダ人医師に師事し医術を修める。会津戦争では負傷者の治療にあたる。
竹村幸之進（たけむら こうのしん）
演：東武志（少年期：笹原尚季）
浩の友人。
廃藩置県後、廃刀令を下した新政府を批判する記事を新聞に載せたことで、浩から新聞の発行中止を求められたがこれを拒否。口論になり陸軍に仕官した浩を「薩長の手先に堕ちた」と批判して決別する。その後、日本橋で警官を斬り殺す事件を起こして共謀した他の会津藩士と共に逮捕された。
小出鉄之助（こいで てつのすけ）
演：白石朋也（少年期：矢部光祐）
浩の友人。
大庭恭平（おおば きょうへい）
演：山中崇
京で攘夷派に密偵として潜り込んでいたが、彼らに感化され、足利三代木像梟首事件の実行犯となる。
岡本一蔵（おかもと いちぞう）
演：並樹史朗
山本家に八重の縁談を持ち込む。
野沢鶏一（のざわ けいいち）
演：小林優斗
覚馬の弟子。藩の京都退去後も覚馬と共に京都に残り、鳥羽・伏見の戦いの中で彼と共に薩摩兵に捕らえられる。獄中では覚馬の『管見』を口述筆記役を務めた。維新後、覚馬の生存を米沢の八重たちに知らせる使者も務めている。
浅羽忠之助（あさば ちゅうのすけ）
演：五十嵐貴裕
容保の小姓頭。

#### 白虎隊士
伊東悌次郎（いとう ていじろう）
演：中島広稀（少年期：下地幸多）
白虎士中二番隊士。
八重の家の隣に住み、鉄砲を八重から学ぶ。年少ながらも鉄砲の腕を買われて白虎隊への入隊を許された。戸口原で敗れ、敵に捕まって恥を晒さないため、他の隊士と共に飯盛山で自刃した。
日向内記（ひなた ないき）
演：武智健二
白虎士中二番隊頭。戸口原で、食料を探してくると言って隊を離脱し、そのまま戻ってこなかった。
篠田儀三郎（しのだ ぎさぶろう）
演：今村信也
白虎士中二番隊副長。
飯沼貞吉（いいぬま さだきち）
演：峯崎雄太
白虎士中二番隊隊士。
井深茂太郎（いぶか しげたろう）
演：秋田卓郎
白虎士中二番隊隊士。
石田和助（いしだ わすけ）
演：讃井優
白虎士中二番隊隊士。

#### 会津藩の女性たち
内藤ユキ（ないとう ユキ）
（日向ユキ → 内藤ユキ）
演：剛力彩芽
八重の幼馴染。山本家の近所である日向家の娘。
会津戦争では「ごく潰しになるから家に残る」と言って聞かない祖母の説得によって出発が遅れてしまったために城に入ることができず、村に落ちのびる。戦後は北海道に渡りあやうく遭難死しかけたところを斎藤一に助けられた。その後、北海道で元薩摩藩士・内藤兼備と結婚し、襄の療養で北海道を訪れた八重と20年ぶりに再会した。
中野竹子（なかの たけこ）
演：黒木メイサ
薙刀の名手で、鉄砲を侍の武具として認めていなかったが、八重との交流を通して、得物が違っても会津を守ろうとする志は同じであることに気付き、友情を育んでいく。
戦い間近となると、照姫を守ろうと女性のみの部隊・娘子隊を結成するが、開戦後に「照姫が城を出た」との誤報が原因で娘子隊と共に城下を離れてしまう。城へ戻ろうとした途上で萱野権兵衛の部隊と合流し、新政府軍を相手に薙刀を振るって奮戦するも銃弾を腹部に受けて戦死した。
水野テイ（みずの テイ）
演：MEGUMI
会津藩江戸屋敷出入りの能楽師の娘。
江戸で二葉親子を偶然不逞浪士から助け江戸屋敷へと案内する。
明治になり梶原平馬の後妻となり、北海道・根室で小学校の教師となった。平馬の死を東京の二葉に伝えた。
滝瀬（たきせ）
演：筒井真理子
照姫の侍女。
中野こう（なかの こう）
演：中村久美
竹子の母。
竹子が戦死すると、敵に首を渡さぬべく竹子の首をはねようとしたが新政府軍の猛攻を受けた為、やむを得ず断念し、毛髪のみを形見として城に持ち帰り、八重に竹子の最期を涙ながらに語った。
中野優子（なかの ゆうこ）
演：竹富聖花
竹子の妹。
岡村すま子（おかむら すまこ）
演：白須慶子
娘子隊隊士。
依田菊子（よだ きくこ）
演：吉谷彩子
娘子隊隊士。
依田まき子（よだ まきこ）
演：小出ミカ
娘子隊隊士。

### 京都の人々

#### 京都府
槇村正直（まきむら まさなお）
演：髙嶋政宏
京都府知事。長州藩出身。傲慢で放埒、時に強情で剛胆な性格で、理想主義的でもある。
覚馬を府の顧問に登用し、共に京都の復興と近代化に努める。表向きは覚馬を「先生」と呼んで立てるが、心底では会津人を「賊徒」と見下しており、激昂した際などに本音を吐露している。
襄の学校設立にも協力的で、独身の彼に八重との縁談を持ちかけたりもしていたが、小野組転籍事件を起こして以降は政府に睨まれることに懲りて、襄やそれを支援する八重や覚馬に冷淡な態度をとり、同志社設立後も様々な嫌がらせを行う。
西南戦争後、知事に昇進すると独裁的傾向を強めて覚馬を解雇し、府議会開設後も覚馬が議長を務める府議会とも事あるごとに対立。府議会の同意を得ずに追加徴税を決定したことで府会議員や世論の反発を浴び、政府からも問題視され、伊藤博文から暗に辞職を示唆される。槇村は追加徴税案を府議会に提出して筋を通し、議員辞職する覚馬と刺し違える形で知事を辞して京都を去った。
同志社大学設立のため資金集めのため上京した八重と襄のもとを訪れ、真っ先に自分を頼らなかったことに嫌味を言いつつも、多額の寄付金を渡した。
明石博高（あかし ひろあきら）
演：橋爪遼
覚馬の西洋学問所の弟子。
戊辰戦争後は覚馬・槇村とともに京都の開化の中心人物となる。襄の主治医も務めており、八重に彼の余命が少ないことを告げた。
松野新九郎（まつの しんくろう）
演：吉田智則
京都府会副議長。愛宕郡選出。

#### 同志社の人々
徳富蘇峰（とくとみ そほう）
（徳富猪一郎 → 徳富蘇峰）
演：中村蒼
熊本バンドの一員。本名は猪一郎（いいちろう）。
転校した当初は、八重のことを鵺と呼び避けていたが、新聞記者になりたいと打ち明けたことにより八重と心を開く。不登校事件の後、新聞記者を目指すため同志社を退学した。東京で民友社を設立し、雑誌『国民之友』などを発刊しジャーナリストとして活躍。しかし、次第に愛国心から強硬な主戦論を唱えるようになっていく。
伊勢時雄（いせ ときお）
演：黄川田将也
熊本バンドの一員。
他の熊本バンドの面々に遅れて同志社に転校してきた。みねとは相思相愛の仲となり、後に結婚。卒業後は伝道師となり今治に赴任する。その後、同志社の教師として京都に戻るが、長男・平馬を授かった後、みねを失ってしまう。
杉田勇次郎（すぎた ゆうじろう）
演：礼保
元デイヴィスの従者。卒業を前に医者を目指したいという理由で同志社を退学する。
金森通倫（かなもり みちとも）
演：柄本時生
熊本バンドの一員。
郷里で迫害されている仲間たちを救うため、瀕死の状態で山本家にたどり着き、他の熊本バンドの面々の受け入れを求める。同志社卒業後は岡山で伝道師となる。
市原盛宏（いちはら もりひろ）
演：永岡佑
熊本バンドの一員。
転校した当初は、襄の方針に反発していたが、徐々に打ち解ける。卒業後は同志社の教師として残る。
小崎弘道（こざき ひろみち）
演：古川雄輝
熊本バンドの一員。
転校した当初は、襄の方針に反発していたが、徐々に打ち解ける。卒業後は上京して伝道師となる。後に襄の資金提供に同行するが、襄の死後、臨時総長となった覚馬から総長の職を譲り受ける。
海老名喜三郎（えびな きさぶろう）
演：阿部亮平
熊本バンドの一員。
転校した当初は、襄の方針に反発していたが、徐々に打ち解ける。卒業後は安中で伝道師となる。後に伊勢みや子と結婚する。
湯浅初子（ゆあさ はつこ）
（徳富初子 → 湯浅初子）
演：荒井萌
猪一郎・健次郎の姉。
海老名みや子（えびな みやこ）
（伊勢みや子 → 海老名みや子）
演：坂田梨香子
時雄の妹。
女学校のやり方に不満を抱いていたが、無事卒業を果たし、伝道師となった喜三郎の妻になる。
徳冨蘆花（とくとみ ろか）
（徳富健次郎 → 徳冨蘆花）
演：太賀
徳富猪一郎、初子の弟。本名・健次郎（けんじろう）。
小説家を志し、「小説で人間の真実を描く」ことを目標にしている。優秀な兄と比較されてきた自分を目立たない蘆の花に例え、「蘆花」を筆名とする。
時栄の事件で心を閉ざした久栄と恋に落ち、駆け落ち同然で東京に向かおうとしたが、久栄を支える自信が持てずに一人で出奔する。東京では兄の民友社に籍を置くが、国家主義者へと変貌していく兄を「時勢に流されているだけ」と冷笑しつつ、小説家を目指して書き続ける。
小松リツ（こまつ りつ）
演：大後寿々花
同志社女学校の生徒。旧薩摩藩士の娘。
「父親は戊辰の戦で会津の女鉄砲撃ちに殺された」と聞かされたため、八重を憎んでいた。結核を患っており、仇である八重に看病されたことで和解し、病気を治して戻ることを約束して帰郷するが、結局戻ってこなかった。
青木栄二郎（あおき えいじろう）
演：永瀬匡
広沢安任の縁戚。
広沢の紹介で山本家の書生となるが、時栄に好意を寄せるようになる。大阪の学校に移されたが、時栄への想いを断ち切れず山本家へ押しかけたため騒動となり、青森へ追い返される。
高松仙（たかまつ せん）
演：今村美乃
同志社女学校の教師。

#### アメリカンボード
ゴードン
演：ドン・ジョンソン
京都に住むアメリカン・ボードの宣教師。
八重にキリスト教を教えた。後に同志社英学校の設立に携わる。
アグネス
演：シンシア・チェストン
ゴードンの妻。
デイヴィス
演：ラッセル・トッテン
アメリカンボードの宣教師。後に同志社英学校の設立に携わる。
スタークウェザー
演：アナンダ・ジェイコブス
同志社女学校の女性教師。ファーストネームはアリス。八重のやり方に反発する。
フーパー
演：ジュリエット
同志社女学校の女性教師。ファーストネームはフランシス。

#### 京都女紅場の人々
奥山ユキ（おくやま ゆき）
演：川野桂子
女紅場の教師。
佐々山フサ（ささやま ふさ）
演：東條織江
女紅場の教師。
ウエットン
演：ブリオニー・アラン
女紅場のイギリス人教師。

#### その他の京都の市民
大垣屋清八（おおがきや せいはち）
演：松方弘樹
人足口入れ業の会津藩御用総元締。
目を患い、身の回りの事が出来なくなった覚馬を案じ、時栄を覚馬の元へ遣わした。
明治には京都の人々が反対する中、新島襄のキリスト教による学校設立に協力した。
小野善右衛門（おの ぜんえもん）
演：小杉幸彦
京都の豪商・小野組の当主。東京への転籍を府知事の槇村に拒否されたことを政府に訴え、小野組転籍事件を起こす。
大沢善助（おおさわ ぜんすけ）
演：草野とおる
大垣屋の養子。
三崎絹子（みさき きぬこ）
演：尾花貴絵
篤志看護婦人会の看護婦。
寺田ヒロ子（てらだ ひろこ）
演：近野成美
篤志看護婦人会の看護婦。
圓能斎（えんのうさい）
演：足立智充
裏千家第十三代目。茶道の師範。

### 明治政府
西郷隆盛
（西郷吉之助 → 西郷隆盛）
演：吉川晃司
薩摩出身の陸軍大将で、明治維新の原動力。
藩主・島津斉彬に重用され、江戸や京都で政治工作に従事する。
禁門の変では薩摩藩兵を率いて覚馬の危機を救った。第一次長州征伐の参謀に登用されるが、勝海舟に内戦の愚を説かれ、長州藩に恭順を求める穏便な策で事を収める。また勝の公議政体論に影響され、幕府を倒して新体制を作ることを目指して暗躍。薩長同盟を結んで、第二次長州征伐を幕府の敗戦に導き、岩倉具視と組んで朝廷から倒幕の密勅を引き出すことに成功する。徳川慶喜が大政奉還で徳川家の延命を図ると、兵を動かして会津藩を御所から追い出す。当初は江戸城を総攻撃する予定だったが、勝との会談によって中止し、そのことで攻撃の矛先が会津に向かった。
戊辰戦争後、京都の薩摩藩邸跡地を覚馬に譲渡しており、この土地が同志社の設立の際に使われた。また敵となったとはいえ同じ「尚武」の士風を持つ会津に親近感を抱いていた。
新政府にも参画し岩倉らと武士の時代を完全に終らせる為に廃藩置県を断行する。この時生じた新政府に対する士族の不平を抑えるため、征韓論を唱えて自ら朝鮮に渡ると宣言するが、朝鮮派遣延期とした岩倉の案が受け入れられず、参議を辞職した。
帰郷後、自分を慕って新政府を去った鹿児島の士族たちを集め私学校を設立する。その後、士族たちに担がれる形で西南戦争を起こすが、被弾した西郷は別府晋介に介錯を頼み自害。
木戸孝允（きど たかよし）
（桂小五郎 → 木戸孝允）
演：及川光博
長州出身の明治政府参議。
攘夷論者だが、過激な行動をとる久坂らに全面的には賛同しておらず、時に彼らを諌めることもある。
池田屋・蛤御門の危機を辛くも逃げ延びると国元に逃れ、藩の兵制改革を行う。さらに水面下では西郷・大久保らと密約を結び、軍備の拡充に成功する。
戊辰戦争後、廃藩置県を主張。岩倉使節団の中心人物として渡米。その際、襄と出会い文部省に誘うが断られた。
鹿児島の士族が西郷を担いで暴発すると追討を主張。自宅を訪れた覚馬に停戦を求められたが、これは維新の総仕上げだとして拒否。西郷と新政府の両方を案じながら西南戦争の終結を待たずに病死した。
岩倉具視（いわくら ともみ）
演：小堺一機
元公家の明治政府右大臣。
攘夷派に命を狙われ、洛北・岩倉村に隠棲していたが、倒幕を目指す薩摩藩と手を組んで復権を画策。謹慎がとかれると、朝廷に復帰して「王政復古」を宣言。「頴慮」を振りかざして会津藩ら旧幕府勢力を追い詰めていくが、大垣屋から渡された『管見』を読んで会津にも人材がいることを悟る。
維新後、覚馬を京都府の顧問として推薦するが、「賊徒」である会津人の中央政府への登用には反対した。遣欧使節団を率いて欧米を回り、帰国後は西郷ら征韓派を巧みな政治工作で押さえ込む。
大久保利通（おおくぼ としみち）
（大久保一蔵 → 大久保利通）
演：徳重聡
薩摩出身の明治政府参議。
隠棲中の岩倉具視と通じ倒幕を画策する。
戊辰戦争後は、岩倉使節団の中心人物として渡米。帰国後、征韓論を主張する西郷らと対立し、岩倉・木戸と共にこれを押さえ込むことに成功する。西郷が鹿児島で挙兵すると、西郷の追討をためらい自ら鹿児島に説得に出向こうとしたが、西郷軍が熊本に侵攻したことで苦渋の決断で追討を決意する。西南戦争終結後、西郷の戦死を知り一人嘆いていた。その翌年、暗殺された。
板垣退助（いたがき たいすけ）
（乾退助 → 板垣退助）
演：加藤雅也
土佐出身の明治政府参議で、自由党の総理。
政局が討幕に傾く中、討幕派に土佐藩を加えようと西郷に接近し薩土討幕の密約を結ぶ。
甲州に攻め込む際、十一代前の先祖が武田信玄の傅役で武将として知られる板垣駿河守信方であったため、岩倉に勧められて先祖の板垣姓に復する。
会津戦争では日光口を守備する山川大蔵軍に苦戦し、破ることができなかった。鶴ヶ城攻略の際は、総攻めから包囲戦に持ち込み会津藩を降伏させた。後に、この際に戦に非協力的な民衆の姿を見たことが、自由民権運動に身を投じるきっかけとなったと語っている。
戊辰戦争後、参議に就任し岩倉使節団の渡米の際は留守組として政府を取り仕切っていたが、西郷に与して征韓論を主張し、岩倉や大久保によって「朝鮮派遣を延期」とされたことで憤怒し西郷らとともに参議を辞職した。
下野後、自由民権運動の中心人物となり、自由党の総理に就任。また国家を支える人材を育成するため同志社の大学化を目指す襄にも協力する。
大山巌（おおやま いわお）
（大山弥助 → 大山巖）
演：反町隆史
薩摩出身の陸軍大佐（後に大将）で、西郷隆盛の従弟。
京都の情勢が風雲急を告げる中、薩摩兵1,000を率いて上洛する。戊辰戦争にも参加し、従来の四斤山砲の改良して射程を延ばし、白河城攻略戦では寡勢で頼母率いる列藩同盟軍を撃破する。
会津戦争では、薩摩兵を率いて戦ったが、八重の狙撃を受けて負傷する。
維新後、政府や陸軍の要職を歴任する。西南戦争では西郷と敵対し、田原坂・城山総攻撃では自ら指揮をとって西郷を追い詰めた。また、この西南戦争には元・会津藩の佐川官兵衛らも従軍しており、会津と手を組んで西郷と戦うことを嘆いていた。
西南戦争後、浩の末妹・捨松を見初め求婚した。仇敵・薩摩藩出身であることを理由に山川家側から猛反対されたが、捨松本人が大山と相思相愛となったことで認められ、結婚にこぎつける。
日清戦争後、健次郎が『京都守護職始末』を刊行しようとしていることを知って圧力をかけるが、捨松の仲裁もあり永久封印はしない条件で刊行を遅らせた。
三条実美（さんじょう さねとみ）
演：篠井英介
元公卿の明治政府太政大臣。
攘夷派で長州藩と手を組み、国事御用掛の立場を使って偽勅を作成して会津藩を都から追い出そうとするなど、様々な妨害工作を行うが、八月十八日の政変で京都を追われ、長州に都落ちする。王政復古と共に朝廷に復帰。維新後、征韓論を巡る賛成派と反対派の争いの板挟となる。
伊藤博文（いとう ひろぶみ）
演：加藤虎ノ介
長州藩出身。
大久保亡き後、内務卿として岩倉と共に政府を主導し、大隈重信を追放するなどして民権派を迫害。内閣制度が施行されると初代の内閣総理大臣となり、帝国憲法の制定や日清戦争でも主導的立場にあった。
「国家に必要な人材は国家が育てる」と称して私学を敵視しており、優秀な学生を国立大学に集めるために私学にも与えられていた徴兵免除の特権を剥奪するなどの圧力を加える。
山県有朋（やまがた ありとも）
演：猪野学
長州藩出身。
西南戦争では陸軍の総司令官を務めていた。やはり会津人を「賊徒」と見下しており、西南戦争後に戦功のあった将校を集めた場で、浩に握手を求めながら「会津の名誉回復への道は険しい」と愚弄して、握手を拒否された。
大隈重信（おおくま しげのぶ）
演：池田成志
佐賀藩出身。
参議として明治政府に参画し、早期の内閣設立を訴えていたが、反対する伊藤によって政府を追われた。
下野後、東京専門学校（後の早稲田大学）を設立し、同志社大学設立のための資金提供を募る席を設けるなど襄にも協力した。その後、伊藤内閣の外務大臣に就任して政府に復帰するが、条約改正交渉の態度を弱腰と批判する暴漢に襲われ、右足切断の重傷を負う。
江藤新平（えとう しんぺい）
演：山崎銀之丞
司法卿。佐賀藩出身。
征韓論争では西郷に与して、反対する長州閥への見せしめに小野組転籍事件を利用して槇村を司法省に逮捕させる。岩倉の工作で征韓派が破れると、西郷や板垣と共に新政府を去った。後に地元・佐賀で反乱をおこすが新政府軍に鎮圧された。
寺島宗則（てらしま むねのり）
演：久ヶ沢徹
外務卿。薩摩藩出身。
川上操六（かわかみ そうろく）
演：奥田達士
陸軍参謀次長。薩摩藩出身。

### 江戸幕府

#### 徳川将軍家
徳川慶喜（とくがわ よしのぶ）
（一橋慶喜 → 徳川慶喜）
演：小泉孝太郎
江戸幕府15代将軍。水戸藩主・徳川斉昭の実子。聡明な人物だが、その言動には本心が見えず周囲の評価は芳しくない。
当初は一橋徳川家当主で将軍・徳川家定の継嗣候補として松平春嶽らに担がれるが、徳川慶福（家茂）を担ぐ紀州派に敗れ、登城停止処分となる。井伊直弼の死後、政界に復帰し将軍後見職となる。春嶽と諮って容保を京都守護職に就けるが、言動を次々と翻しては容保や会津藩を振り回した。
家茂の没後、徳川宗家を相続し長州再征伐の勅命を受けたが、華々しい手柄を上げてから将軍職を継いで幕府を根底から改革する為に将軍襲職を拒んでいた。しかし時勢の変化に逆らえず、将軍宣下を受ける。その翌年、討幕派の攻撃をかわし、徳川家の生き残りを企図して大政奉還を行うが、新政府からは官職と領地の返上を命じられ、京都を追われる。薩長の挑発に乗せられる形で鳥羽・伏見の戦いを起こすが、敗色濃厚となると兵の多くを残して容保らと共に江戸へ逃亡。江戸到着後は容保に登城を禁じて徳川宗家に尽くしてきた会津藩を切り捨て、新政府に恭順する姿勢を示した。その後、勝と西郷との交渉で死を免れ、水戸での謹慎処分となる。
維新後、勝の尽力が実って明治天皇に謁見して名誉を回復した。だが、会津を見捨てたことを悔やんでおり、勝に自分には手に入らない会津藩の君臣の交わりを羨ましく思っていた事を告白していた。
徳川家定（とくがわ いえさだ）
演：ヨシダ朝
江戸幕府13代将軍。アメリカ総領事・ハリスと引見し、大統領親書を受け取った。
徳川家茂（とくがわ いえもち）
演：葉山奨之
江戸幕府14代将軍。元紀州藩主、前名・慶福（よしとみ）。
第二次長州征伐で上洛を果たすが、脚気に罹り急死した。

#### 幕閣諸侯
井伊直弼（いい なおすけ）
演：榎木孝明
彦根藩主。大老。官名は掃部頭（かもんのかみ）。
開国問題や将軍継嗣問題で徳川斉昭ら一橋派と対立。大老に就任すると、将軍継嗣に徳川慶福（家茂）を据え、また勅許を得ずに通商条約を締結。安政の大獄を起こして一橋派の諸侯や攘夷派の志士を断罪して恨みを買い、江戸城桜田門外で水戸浪士らによって暗殺された。
生前、容保と親交があり、予め戒名も定めて違勅の条約締結や大獄の罪を一身で背負う覚悟を明かしていた。
阿部正弘（あべ まさひろ）
演：久松信美
老中。
ペリー来航を受けて開国するか否かを諸大名に諮る。
安藤対馬守（あんどう つしまのかみ）
演：倉石功
老中。
阿部正外（あべ まさとう）
演：佐渡稔
老中。
松平康英（まつだいら やすひで）
老中。

#### 幕臣
勝海舟（かつ かいしゅう）
（勝麟太郎 → 勝海舟）
演：生瀬勝久
幕臣。名は安芳（やすよし）、通称を麟太郎（りんたろう）、官名は安房守（あわのかみ）。
覚馬や尚之助らと共に象山塾で学び、象山塾の閉鎖後は自身の塾で覚馬らを指導する。アメリカへ派遣される咸臨丸の船長を務める。幕府制度の限界に気づいており、優れた大名の合議によって国のあり方を決める公議政体への転換を目指す。
第二次長州征伐では幕府側不利の状況下で慶喜に説得されて講和の使者となるが、実際は停戦の勅命を引き出すための時間稼ぎに利用される。
新政府軍による江戸城総攻撃を止めるべく、薩摩藩邸に単身で乗り込み、慶喜の隠居・謹慎等を条件に総攻撃をやめるよう西郷に嘆願し、総攻撃を止めさせた。
維新後は新政府に迎えられる。徳川慶喜の名誉回復に奔走し、また襄の同志社の大学化にも協力した。
榎本武揚（えのもと たけあき）
（榎本釜次郎 → 榎本武揚）
演：山口馬木也
軍艦頭。通称は釜次郎（かまじろう）。
鳥羽・伏見の戦況を知るべく大坂城を訪れるが、江戸への逃亡決意した慶喜に自分の指揮する軍艦「開陽丸」を乗り逃げされてしまい、「徳川の命運は尽きた」と嘆いた。幕府瓦解後も、函館の五稜郭に拠点を構えて新政府軍と激しい戦闘を繰り広げるが、衆寡敵せず降伏した。
井戸対馬守（いど つしまのかみ）
演：脇坂奎平（第2回） / 長谷川公彦（第5回）
江戸町奉行
吉田寅次郎の密航未遂に絡んで佐久間象山を取り調べた。後に安政の大獄に連座した寅次郎も取り調べ、彼に斬首の刑を宣告している。

#### 新選組
斎藤一
#藤田五郎を参照
土方歳三（ひじかた としぞう）
演：村上淳
新選組副長。
京都で無聊を託っていた浪士組を会津藩に売り込んだ。池田屋事件や蛤御門の変にも参加し、幕府瓦解後も各地を転戦し、会津に逃れるが、その一連の戦いを通して刀の時代が終わったことを痛感する。会津戦争が始まり、戦況が悪化すると榎本艦隊を頼って仙台への転戦を決意し、会津に留まる斎藤と決別した。その後は、新撰組を率いて函館戦争に身を投じ、戦死した。
近藤勇（こんどう いさみ）
演：神尾佑
新選組局長。
新選組として倒幕派の弾圧にあたり、池田屋切り込みでは隊士を引き連れ、尊攘志士を壊滅させ、蛤御門の変などにも出陣した。戊辰戦争の最中、賊軍ではないことを証明すると土方らの反対を押し切り、新政府軍に出頭して板橋で斬首に処された。後に容保の厚意で会津領内に墓が作られた。
永倉新八（ながくら しんぱち）
演：水野直
新選組隊士。
近藤らと共に池田屋切り込みにも参加。
沖田総司（おきた そうじ）
演：鈴木信二
新選組隊士。
池田屋切り込みの際、喀血した。
藤堂平助（とうどう へいすけ）
演：住吉晃典
新選組隊士。
池田屋切り込みの際、重傷を負う。
尾関雅次郎（おぜき まさじろう）
演：三島亮太
新選組隊士。

### 旧諸藩・士族

#### 薩摩藩
西郷隆盛（さいごう たかもり）
#明治政府の項を参照。
島津斉彬（しまづ なりあきら）
演：林与一
薩摩藩主。
身分にとらわれず下級藩士の西郷を重用し、また国政が譜代大名に独占されている現状を憂い、これを正す人物として一橋慶喜に期待していたが、コレラに罹患し、急死した。
大山格之助（おおやま かくのすけ）
演：村上新悟
薩摩藩士。奥羽鎮撫使参謀。
伊地知正治（いぢち まさはる）
演：井上肇
薩摩藩士。奥羽鎮撫使参謀。
桐野利秋（きりの としあき）
（中村半次郎 → 桐野利秋）
演：三上市朗
元陸軍少将。薩摩藩出身。旧名・中村半次郎（なかむら はんじろう）。
日光口で板垣退助が苦戦している事を西郷から告げられ、出陣するよう命じられた。戊辰戦争後、陸軍に仕官したが、征韓論争で西郷が新政府を去ると同時に陸軍を去った。
西南戦争に参加し、西郷が散った後、八重の下に届けられた新聞で戦死したことが伝えられた。
別府晋介（べっぷ しんすけ）
演：本郷弦
元陸軍少佐。薩摩藩出身。
西南戦争終盤で重傷を負った西郷を介錯した。
篠原国幹（しのはら くにもと）
演：荒井隆人
私学校銃学校校長。薩摩藩出身。
西南戦争に参加し、田原坂で抜刀隊士に撃たれ重傷を負う。
内藤兼備（ないとう かねとも）
演：小林博
北海道開拓使の役人。
会津出身の日向ユキと結婚。
島津久光（しまづ ひさみつ）
薩摩藩国父。1000人の軍勢と大砲を率いて上京。その後、勅使を江戸に連れ、一橋慶喜と松平春嶽を幕政に復権させ、満悦の後ろ姿を見せる。

#### 長州藩
吉田寅次郎（よしだ とらじろう）
演：小栗旬
長州藩士。松陰（しょういん）と号する。
佐久間象山の門下で学ぶ一方で諸国を旅して見聞を広めており、会津を訪れた際には八重とも出会っている。ペリーの黒船に密航を試みて捕えられ、長州での謹慎処分となる。後に過激な攘夷論を唱えるようになり、幕府に捕らえられて処刑されたが、その真意は自分が犠牲になることで国を想う人間を一人でも多く立ち上がらせることだった。
世良修蔵（せら しゅうぞう）
演：小沢仁志
長州藩士。奥羽鎮撫使参謀。
会津藩の降伏に「容保の首」という条件を突きつけ、会津の免罪を訴える奥羽の藩主たちにも高圧的に振る舞い、恭順の嘆願書を握り潰したことで奥羽諸藩の恨みを買う。さらに「奥羽は皆敵」という内容の密書を総督府に送ろうとしたことが発覚し、暴発した仙台藩士らに暗殺された。
久坂玄瑞（くさか げんずい）
演：須賀貴匡
長州藩士。
過激な攘夷論者で三条実美と組んで京で暗躍するが、八月十八日の政変で都を追われる。都の奪還を目指して軍を率いて御所に攻め寄せるが敗れ、桂たちを逃がし自刃した。
吉田稔麿（よしだ としまろ）
演：石川雄亮
長州藩士。
池田屋で新選組に斬殺される。
来島又兵衛（きじま またべえ）
演：関戸将志
長州藩士。
久坂らと軍を率いて御所に攻め寄せるが、蛤御門の戦いで覚馬に狙撃され、戦死。
白井小四郎（しらい こしろう）
演：多田広輝
長州藩士。
二本松に攻め込んだ際、不意に突撃して来た成田才次郎の一突きを浴び、重傷を負うが勇敢に突撃して来た才次郎を殺さないよう部下に命じる。

#### 土佐藩
後藤象二郎（ごとう しょうじろう）
演：京極圭
土佐藩士。
山内容堂の命を受けて、慶喜や諸藩に大政奉還を周旋する。
山内容堂（やまうち ようどう）
演：田中隆三
前土佐藩主。
小御所会議に参内するが、慶喜が欠席のまま徳川家の処分が決まる過程に不満を持ち、岩倉具視を非難するが、逆に論駁され、最後は西郷の脅しに屈した。
吉松速之助（よしまつ はやのすけ）
演：河野洋一郎
土佐藩士。
自陣に捕らえられた神保雪を哀れんで開放しようとするが、彼女が自害を望んだため、自分の脇差を貸し与えた。
坂本龍馬（さかもと りょうま）
演：柾賢志
土佐脱藩浪士。西郷吉之助と桂小五郎を引き合わせる。
岡田以蔵
演：尾関伸嗣
土佐藩士。

#### 二本松藩
木村銃太郎（きむら じゅうたろう）
演：大地泰仁
二本松藩士。
江戸の江川砲兵塾で学んだ後、二本松に戻り少年らに砲術を指南する。二本松に新政府軍が迫ると、少年兵部隊（二本松少年隊）を率いて出陣するが、圧倒的な敵兵力を前に隊士が倒れていくのを見て、二階堂に隊士を託して、自らは隊士を守るようにして戦死した。
二階堂衛守（にかいどう えもり）
演：金児憲史
二本松藩士。
銃太郎を補佐し、少年らに砲術を指南する。銃太郎と共に少年隊を率いて出陣するが、銃太郎から少年たちを会津まで逃すよう託されたが、途中新政府軍の銃撃を受け死亡する。
成田才次郎（なりた さいじろう）
演：吉井一肇
二本松藩士の少年。八重から砲術上達のためとして願掛けの達磨を手渡された。少年隊の一人として出陣したが敗れ、二階堂らと共に会津まで逃れようとする途中で新政府軍と遭遇し、子供故に見逃されたが、仲間の仇を討つため刀を振るって突撃し、隊長の白井小四郎に一太刀報いる。白井は「撃つな」と命じたが、才次郎は半狂乱状態で刀を振り回したため、処ししかねた白井の部下に射殺された。
岡山篤次郎（おかやま とくじろう）
演：大嶋康太
二本松藩士の少年。
銃太郎率いる少年隊の一人として出陣したが敗れ、会津まで逃れる途中新政府軍の銃撃を受けて瀕死の重傷を負い、八重に才次郎の達磨を渡して死亡。

#### その他の奥羽越の諸藩
但木土佐（ただき とさ）
演：嵐芳三郎
仙台藩家老。
当初は恭順を会津藩に勧めるが、梶原らに説得され、列藩同盟の締結を決断する。
内藤新一郎（ないとう しんいちろう）
演：木下政治
米沢藩士。
会津の山本家を訪れ、八重に鉄砲の指南を受ける。
戦後、八重たち山本家の家族を米沢の自宅に居候させる。
木滑要人（きなめり かなめ）
演：西沢仁太
米沢藩家老。
上杉斉憲（うえすぎ なりのり）
演：倉持一裕
米沢藩主。
伊達慶邦（だて よしくに）
演：天野勝弘
仙台藩主。
奥羽鎮撫総督の九条道孝より、会津討伐の命が下される。
河井継之助（かわい つぐのすけ）
演：岡森諦
長岡藩家老。
官兵衛の説得を受け、越後四藩の列藩同盟への参加を決断する。
姉歯武之進（あねは たけのしん）
演：管勇毅
仙台藩士。
同志と共に福島の宿にいた世良修蔵を襲撃して殺害した。
遠藤条之助（えんどう じょうのすけ）
演：渡邊修一
福島藩士。

#### その他の諸侯
松平春嶽（まつだいら しゅんがく）
演：村上弘明
前越前藩主。
将軍・家定の後継に一橋慶喜を担ぐが、慶福（家茂）が後継と決まると井伊直弼によって隠居謹慎処分となる。容保の京都守護職要請に際しては、会津家訓を引き合いに出し、幕府への忠義を強く迫り、これを受諾させた。
家茂薨御の後は、慶喜に将軍家および徳川宗家の継承を強く迫り後者を受諾させたが、長州の処遇を巡って慶喜と対立し、慶喜の不実な対応に怒って決別する。小御所会議では、山内容堂と共に徳川家への過酷な処遇は不適と岩倉に食って掛かったが、抑えられた。王政復古後、会津討伐取り止めを何度も願い出るが取り上げられず、岩倉らが会津を一方的に「朝敵」と決めつけ討伐を進めている事に不満を持ち、誰のための国づくりなのかをよく考えるよう求めた。
徳川斉昭（とくがわ なりあき）
演：伊吹吾郎
前水戸藩主。海防参与。
強硬な攘夷論者で開国派の井伊直弼らと対立する。直弼が無勅許で通商条約を結ぶと息子・慶篤らと押しかけ登城して抗議するが、これを罪に問われて謹慎処分となった。
徳川慶勝（とくがわ よしかつ）
（徳川慶恕 → 徳川慶勝）
演：金子賢
尾張藩主。容保の実兄。前名・慶恕（よしくみ）。
通商条約締結に抗議する為、水戸家の徳川斉昭らと押しかけ登城を行った。
第一次長州征伐では征長大総督を務めた。
徳川慶篤（とくがわ よしあつ）
演：杉浦太陽
水戸藩主。徳川斉昭の息子。
父・斉昭らと通商条約締結に抗議する為の押しかけ登城を行うが、これを罪に問われて処罰された。
松平定敬（まつだいら さだあき）
演：中村隼人
桑名藩主。京都所司代。松平容保の実弟。
兄と共に幕府への忠義を示すべく、京都の治安を守った。鳥羽・伏見の敗戦後、会津藩と共に朝敵の烙印を押される。
松平茂昭（まつだいら もちあき）
演：斉藤悠
越前藩主。
第一次長州征伐の副総督を務める。

#### その他の志士
佐久間象山（さくま しょうざん）
演：奥田瑛二
松代藩士。佐久間象山塾の主宰。
西洋の脅威に対抗するために国を開いての国力増強を説き、覚馬や吉田寅次郎ら多くの若者を指導するが、寅次郎の密航を煽った罪に問われ、松代での謹慎処分となる。
後に謹慎を解かれて京都に入り、朝廷に開国を解くと共に天皇の彦根遷座を画策するが、攘夷派の浪士に暗殺される。死後、攘夷派の勢いを恐れた松代藩は「敵に背中を見せた」等の言いがかりに近い理由で佐久間家を取り潰した。
真木和泉（まき いずみ）
演：嶋田久作
久留米藩士。
長州藩や攘夷派の公家と組んで京都で暗躍するが、八月十八日の政変で都を追われ、長州軍と共に都に攻め入るが、幕府軍に敗れて自害した。
宮部鼎蔵（みやべ ていぞう）
演：宮内敦士
肥後藩士。
吉田寅次郎の友人で彼と共に会津を訪れ、八重や覚馬と出会っている。
長州藩と組み、京にて尊皇攘夷の活動を行うが、池田屋で新選組の襲撃を受け、追い詰められて自害した。
佐久間恪二郎（さくま かくじろう）
演：下江昌也
松代藩士。佐久間象山の息子。
古高俊太郎（ふるたか しゅんたろう）
演：花城紳一
尊攘派の志士。変名・枡屋喜右衛門（ますや きえもん）を名乗る。
新選組に捕らえられて拷問され、攘夷派の孝明天皇拉致の陰謀を自白した。

### 朝廷
孝明天皇（こうめいてんのう）
演：市川染五郎
第121代天皇。
容保の誠実な人柄に深い信頼を寄せている。長州と組んだ攘夷派の公卿たちに朝廷の主導権を握られていたが、八月十八日の政変でこれを奪回。その際に容保の忠勤を賞して宸翰と御製を贈る。京都守護の要として容保を頼る一方で彼の苦境も察しており、容保の帰国についても尽力を約束していたが、疱瘡に罹患し急逝した。崩御する直前、容保を御所に呼び、会津の忠誠に感謝し労う言葉をおくった。
近衛忠煕（このえ ただひろ）
演：若松武史
左大臣。
孝明天皇の側近で、薩摩藩と連携して一橋慶喜の将軍擁立を画策。攘夷派の台頭で朝廷から遠ざけられていたが、八月十八日の政変を機に復帰する。
中川宮（なかがわのみや）
演：小須田康人
皇族。
攘夷派と対立しており、会津・薩摩藩の助力を得て、八月十八日の政変で長州と三条ら攘夷派公卿を追い落とすことに成功する。
二条斉敬（にじょう なりゆき）
演：伊吹剛
佐幕派の公卿。
中山忠能（なかやま ただやす）
演：小川隆市
公卿。睦仁親王の外祖父。
仁和寺宮（にんなじのみや）
演：西海健二郎
皇族。
九条道孝（くじょう みちたか）
演：河原健二
左大臣。奥羽鎮撫使総督。

### 長崎の人々
カール・レーマン
演：エリック・ボシック
長崎在住のドイツ人武器商人。
当初は覚馬らに旧式のゲベール銃を売りつけようとし、強引に新式のツュントナーデル銃を求める覚馬の態度を嫌悪していたが、ほどなくその人となりを理解し打ち解け、銃の取引を承諾した。その後、役目を終えて長崎を発つ覚馬に自らのスペンサー銃を信頼と友情の証として贈った。このスペンサー銃は覚馬によって八重に託され、後に八重が会津戦争を戦い抜く力となった。
ボードウィン
精徳館のオランダ人医師。
長崎に留学中の古川春英に医術を教授する。武器調達のため長崎に赴いた覚馬を診察し、失明宣告をした。

### 米沢の人々
千代（ちよ）
演：中村優子
会津藩出身の未亡人。
田村屋宗右衛門（たむらや そうえもん）
演：及川いぞう
米沢で紅花問屋を営む商人。
長治郎（ちょうじろう）
演：鏑木海智
千代の息子。

### その他の日本人
津田梅子（つだ うめこ）
演：河北麻友子
岩倉使節団の女子留学生。捨松の友人。
相原尚褧（あいはら なおぶみ）
演：辻本一樹
岐阜事件の犯行人。
山路愛山（やまじ あいざん）
演：前野朋哉
徳富蘇峰が主宰する民友社の記者。
内藤一雄（ないとう かずお）
演：小林廉
内藤ユキと内藤兼備の子。
来島恒喜（くるしま つねき）
演：大平真嗣
右翼の活動家。大隈重信を爆弾で暗殺しようとしたが失敗。

### 外国人
ペリー
演：スティーブン・アッシュトン
アメリカ東インド艦隊提督。
シーリー
演：ランディ・ゴインズ
アメリカマサチューセッツ州アマースト大学の牧師。
蔡敏明（さい びんめい）
演：談莫東（たん もうとう）
清国軍の兵士。

## スタッフ
- 作：山本むつみ
- 脚本：吉澤智子（第33,37,40,43回） / 三浦有為子（第36,39回）
- テーマ音楽：坂本龍一
- 音楽：中島ノブユキ
- テーマ音楽演奏：NHK交響楽団
- テーマ音楽指揮：尾高忠明
- 題字：赤松陽構造
- 語り：草笛光子
- 副音声解説：宗方脩
- タイトルバック：菱川勢一 ほか
- 時代考証：大石学 / 山村竜也 / 本井康博
- 建築考証：平井聖
- 衣装考証：小泉清子
- 儀式儀礼考証：佐多芳彦
- 衣装デザイン監修：伊藤佐智子
- 脚本協力：吉澤智子 / 大山淳子
- 資料提供：野口信一 / 小西雅徳 / 高橋一美 / 北沢栄 / 鈴木崇資 / 野本禎司 / 荒木康彦 / 門松秀樹 / 井上琢智 / トム・ヴィンセント[注釈 6] / 徳島大学付属図書館 / 明治学院大学 / 徳富蘇峰館 / 鹿児島県立図書館 / 鳩山会館
- 殺陣武術指導：林邦史朗
- 舞踊・所作指導：橘芳慧
- 馬術指導：田中光法 / 菅野敦
- 邦楽指導：本條秀太郎
- 砲術指導：佐山二郎
- 茶道指導：鈴木宗卓 / 小澤宗誠
- 和歌・芸能指導：友吉鶴心
- 槍術指導：一箭順三
- 流鏑馬指導：小笠原清基
- 書道指導：望月暁云
- ガラス細工指導：篠原裕
- 操船指導：堤明夫
- 民謡指導：森川玄翠
- 医事指導：酒井シヅ / 深瀬泰旦
- 染織物指導：箕輪直子
- 和裁指導：上野洋
- 刺繍指導：柿崎清
- 彫刻指導：吉川端慶
- 裁縫指導：上野洋
- オルガン指導：鈴木泰緒
- 物理学指導：大島まり
- ダンス指導：二ツ森亨
- 唐人凧指導：会津唐人凧保存会
- 撮影協力：福島県 / 京都府 / 水天宮 / 福島県会津若松市 / 福島県猪苗代町 / 福島県下郷町 / 福島県川俣町 / 千葉県香取市 / 君津市 / 栃木県那須塩原市 / 栃木県那須町 / 山口県萩市 / 神奈川県横須賀市 / ラトビア共和国リガ市 / 千葉県フィルムコミッション / 栃木県フィルムコミッション / 那須フィルムコミッション / いしおかフィルムコミッション / きみつフィルムコミッション / 宮内庁京都事務所 / 環境省京都御苑管理事務所 / 会津小松獅子保存会 / 会津天寧獅子保存会 / 会津唐人凧保存会 / 会津かるた会 / 関西吟詩文化協会
- VFXプロデューサー：結城崇史
- 会津ことば指導：新國弘子 / 河原田ヤスケ[注釈 7] / 小暮智美
- 薩摩ことば指導：中村章吾[注釈 8]
- 長州ことば指導：一岡裕人[注釈 9]
- 土佐ことば指導：岡林桂子
- 肥後・熊本ことば指導：前田こうしん
- 京・御所ことば指導：井上裕季子
- 米沢ことば指導：加賀山和香
- 仙台ことば指導：遠藤かおり
- 長岡ことば指導：伊藤富美也
- 佐賀ことば指導：永尾斎
- 英語指導：塩屋孔章
- オランダ語指導：ヨアヒム・ヨンケーレ / リチャード・ヴァン・ローイ
- フランス語指導：杉浦愛力
- 中国語指導：周来友
- 制作統括：内藤愼介
- プロデューサー：樋口俊一
- 演出：加藤拓 / 一木正恵 / 末永創 / 清水拓哉 / 佐々木善春 / 中野亮平 / 長谷知記

### オープニング映像
オープニング冒頭部分に桜の木の前（全面リニューアル後は青空）で題字の「八重の桜」が表示される。平清盛に引き続き、題字の左側に「大河ドラマ」のクレジットを入れている。
本作のオープニング映像は、中盤部分が各月ごとに変更される。映像には「アートの力で東北を応援する」というコンセプトの下、以下の芸術家（個人およびグループ）が桜をモチーフに「挫折と再生」を表現した作品が使用されている。芸術家の分野を尊重している作品（染織工芸、墨絵、ストロボ映像とCG、徳島の藍染め、染色画、書、スリットスキャン撮影、会津絵ろうそくのドキュメント映像）から、芸術グループの個性が問われる作品（テレビ映像、特殊なインクで印刷した紙で作った立体物、ガラスキューブの中に彫られた彫刻）まで多種多様なのが特徴。各月のオープニングのノンクレジット版はDVD完全版の特典映像として収録されている。
- 小野山和代（染織工芸家、1月・DVD完全版Vol.1特典）
- 福光彩子（墨絵師、2月・DVD完全版Vol.2特典）
- WOW（映像クリエーター、3月・DVD完全版Vol.3特典）
- 矢野藍秀（徳島の藍染め職人[21]、4月・DVD完全版Vol.4特典）
- 古屋絵菜[注釈 10]（染色画家、5月・DVD完全版Vol.5特典）
- 川尾朋子（同志社女子大学出身の書家[26]、6月・DVD完全版Vol.6特典）
- 伊東玄己（映像作家、7月・DVD完全版Vol.7特典）
- セミトランスペアレント・デザイン（WEB映像会社、8月・DVD完全版Vol.8＆Vol.9特典[注釈 11]）
- TYMOTE（デザインスタジオ、9月・DVD完全版Vol.10特典）
- PARTY（クリエイティブ・ラボ、10月・DVD完全版Vol.11特典）
- 山中有（ドキュメンタリー映像作家、11月・DVD完全版Vol.12特典）
- 菱川勢一[注釈 12]（アートディレクター、12月・DVD完全版Vol.13特典）

第34回（8月25日放送）の京都編から「過去と未来を希望でつなぐ」をコンセプトに一部を除いてリニューアルし、明るいオープニング映像となった。
菱川が手がけた12月バージョン（最終回を除く）は被災地の観光名所を撮影したオリジナルのアーティストパートの他に会津編のオープニング映像と京都編のオープニング映像を用いて挫折と再生を表現したバージョンとなっている。
なお最終回は変則的にオープニング映像は一部を除いて本編終了後に流された。

### 八重の桜紀行
- 語り：久保田祐佳
- 音楽 / 作曲 / ピアノ演奏：坂本龍一
- チェロ演奏：藤原真理（第5回 - 第24回）
- ヴィオラ・ダ・ガンバ演奏：フレットワーク（英語版） （第25回 - 第31回）
- 尺八演奏：藤原道山（第32回 - 最終回）
- ヴィオラ演奏：花田和加子（第32回 - 最終回）

## 放送

### 通常放送時間
- NHK総合テレビジョン：日曜日 20時00分 - 20時45分
- NHK BSプレミアム：日曜日 18時00分 - 18時45分
- （再放送）NHK総合テレビジョン：土曜日 13時05分 - 13時50分

### 放送日程
- 初回は75分、最終回は60分の拡大版
- 第29回の総合テレビでの本放送は第23回参議院議員通常選挙の開票速報特番のため開始時刻が19:10に前倒しされた。

| 放送回                                                     | 放送日   | サブタイトル         | 演出       | 紀行                                                              | 視聴率 |
| ---------------------------------------------------------- | -------- | -------------------- | ---------- | ----------------------------------------------------------------- | ------ |
| 第一回                                                     | 01月06日 | ならぬことはならぬ   | 加藤拓     | 鶴ヶ城（福島県会津若松市）                                        | 21.4%  |
| 第二回                                                     | 01月13日 | やむにやまれぬ心     | 加藤拓     | 象山神社（長野県長野市）                                          | 18.8%  |
| 第三回                                                     | 01月20日 | 蹴散らして前へ       | 加藤拓     | 日新館（福島県会津若松市）                                        | 18.1%  |
| 第四回                                                     | 01月27日 | 妖霊星               | 加藤拓     | 彦根城（滋賀県彦根市）                                            | 18.2%  |
| 第五回                                                     | 02月03日 | 松陰の遺言           | 一木正恵   | 松下村塾（山口県萩市）                                            | 18.1%  |
| 第六回                                                     | 02月10日 | 会津の決意           | 一木正恵   | 土津神社（福島県猪苗代町）                                        | 15.3%  |
| 第七回                                                     | 02月17日 | 将軍の首             | 末永創     | 金戒光明寺（京都府京都市）                                        | 17.5%  |
| 第八回                                                     | 02月24日 | ままならぬ思い       | 加藤拓     | 会津武家屋敷（福島県会津若松市）                                  | 15.6%  |
| 第九回                                                     | 03月03日 | 八月の動乱           | 一木正恵   | 八木邸（京都府京都市）                                            | 15.1%  |
| 第十回                                                     | 03月10日 | 池田屋事件           | 清水拓哉   | 池田屋騒動之址碑（京都府京都市）                                  | 12.6%  |
| 第十一回                                                   | 03月17日 | 守護職を討て！       | 加藤拓     | 佐久間象山遭難之碑（京都府京都市）                                | 14.3%  |
| 第十二回                                                   | 03月24日 | 蛤御門の戦い         | 一木正恵   | 蛤御門（京都府京都市）                                            | 13.9%  |
| 第十三回                                                   | 03月31日 | 鉄砲と花嫁           | 末永創     | 名古屋城（愛知県名古屋市）                                        | 14.3%  |
| 第十四回                                                   | 04月07日 | 新しい日々へ         | 加藤拓     | 岩倉具視幽棲旧宅（京都府京都市）                                  | 11.7%  |
| 第十五回                                                   | 04月14日 | 薩長の密約           | 清水拓哉   | 東本願寺（京都府京都市）                                          | 14.2%  |
| 第十六回                                                   | 04月21日 | 遠ざかる背中         | 清水拓哉   | 御寺 泉涌寺（京都府京都市）                                       | 13.8%  |
| 第十七回                                                   | 04月28日 | 長崎からの贈り物     | 一木正恵   | 養生所阯（長崎県長崎市）                                          | 13.7%  |
| 第十八回                                                   | 05月05日 | 尚之助との旅         | 一木正恵   | 白河関跡（福島県白河市） 霞ヶ城公園（福島県二本松市）             | 15.7%  |
| 第十九回                                                   | 05月12日 | 慶喜の誤算           | 末永創     | 二条城（京都府京都市）                                            | 15.0%  |
| 第二十回                                                   | 05月19日 | 開戦！鳥羽伏見       | 加藤拓     | 御香宮（京都府京都市）                                            | 13.7%  |
| 第二十一回                                                 | 05月26日 | 敗戦の責任           | 一木正恵   | 浜離宮恩賜庭園（東京都中央区）                                    | 14.1%  |
| 第二十二回                                                 | 06月02日 | 弟のかたき           | 末永創     | 江戸開城会見之地碑（東京都墨田区 / 港区）                         | 13.3%  |
| 第二十三回                                                 | 06月09日 | 会津を救え           | 加藤拓     | 会津藩士墳墓（福島県白河市）                                      | 15.0%  |
| 第二十四回                                                 | 06月16日 | 二本松少年隊の悲劇   | 一木正恵   | 大隣寺（福島県二本松市）                                          | 14.8%  |
| 第二十五回                                                 | 06月23日 | 白虎隊出陣           | 佐々木善春 | 飯盛山（福島県会津若松市）                                        | 12.9%  |
| 第二十六回                                                 | 06月30日 | 八重、決戦のとき     | 加藤拓     | 善龍寺（福島県会津若松市）                                        | 14.0%  |
| 第二十七回                                                 | 07月07日 | 包囲網を突破せよ     | 加藤拓     | 法界寺（福島県河沼郡会津坂下町）                                  | 12.9%  |
| 第二十八回                                                 | 07月14日 | 自慢の娘             | 加藤拓     | 長命寺（福島県会津若松市）                                        | 16.6%  |
| 第二十九回                                                 | 07月21日 | 鶴ヶ城開城           | 末永創     | 鶴ヶ城（福島県会津若松市）                                        | 14.5%  |
| 第三十回                                                   | 07月28日 | 再起への道           | 末永創     | 上杉神社（山形県米沢市）                                          | 12.6%  |
| 第三十一回                                                 | 08月04日 | 離縁のわけ           | 佐々木善春 | 円通寺（青森県むつ市）                                            | 15.4%  |
| 第三十二回                                                 | 08月11日 | 兄の見取り図         | 一木正恵   | 薩摩藩邸跡の碑（京都府京都市）                                    | 13.9%  |
| 第三十三回                                                 | 08月18日 | 尚之助との再会       | 一木正恵   | 女紅場跡碑（京都府京都市）                                        | 15.9%  |
| 第三十四回                                                 | 08月25日 | 帰ってきた男         | 加藤拓     | 新島襄ブロンズ像（北海道函館市）                                  | 13.4%  |
| 第三十五回                                                 | 09月01日 | 襄のプロポーズ       | 末永創     | 川崎尚之助供養の碑（兵庫県豊岡市）                                | 14.2%  |
| 第三十六回                                                 | 09月08日 | 同志の誓い           | 佐々木善春 | 同志社大学 今出川キャンパス（京都府京都市）                       | 15.4%  |
| 第三十七回                                                 | 09月15日 | 過激な転校生         | 中野亮平   | 熊本洋学校教師ジェーンズ邸（熊本県熊本市）                        | 15.0%  |
| 第三十八回                                                 | 09月22日 | 西南戦争             | 加藤拓     | 佐川官兵衛本陣址（熊本県南阿蘇村） 西郷洞窟（鹿児島県鹿児島市）   | 11.9%  |
| 第三十九回                                                 | 09月29日 | 私たちの子ども       | 一木正恵   | 新島旧邸（京都府京都市）                                          | 13.3%  |
| 第四十回                                                   | 10月06日 | 妻のはったり         | 末永創     | 徳富旧邸（熊本県熊本市）                                          | 12.4%  |
| 第四十一回                                                 | 10月13日 | 覚馬の娘             | 中野亮平   | 新京極通（京都府京都市）                                          | 12.4%  |
| 第四十二回                                                 | 10月20日 | 襄と行く会津         | 加藤拓     | 新島家旧宅（群馬県安中市）                                        | 14.8%  |
| 第四十三回                                                 | 10月27日 | 鹿鳴館の華           | 一木正恵   | 九段下公園（東京都千代田区） 大山記念館（栃木県那須塩原市）       | 11.5%  |
| 第四十四回                                                 | 11月03日 | 襄の遺言             | 末永創     | 彰栄館（京都府京都市）                                            | 10.0%  |
| 第四十五回                                                 | 11月10日 | 不義の噂             | 末永創     | 同志社女子大学 今出川キャンパス（京都府京都市）                   | 12.8%  |
| 第四十六回                                                 | 11月17日 | 駆け落ち             | 清水拓哉   | 蘆花恒春園（東京都世田谷区）                                      | 13.7%  |
| 第四十七回                                                 | 11月24日 | 残された時間         | 長谷知記   | 山王草堂記念館（東京都大田区）                                    | 13.7%  |
| 第四十八回                                                 | 12月01日 | グッバイ、また会わん | 加藤拓     | 新島襄先生終焉之地碑（神奈川県大磯町） 新島襄之墓（京都府京都市） | 13.7%  |
| 第四十九回                                                 | 12月08日 | 再び戦を学ばず       | 一木正恵   | 山本覚馬之墓（京都府京都市）                                      | 12.2%  |
| 最終回                                                     | 12月15日 | いつの日も花は咲く   | 加藤拓     | 京都府京都市 福島県会津若松市                                     | 16.6%  |
| 平均視聴率 14.6%（視聴率は関東地区・ビデオリサーチ社調べ） |          |                      |            |                                                                   |        |

※各回視聴率

### 総集編
下記はいずれも総合テレビでの放送日程。各日2部ずつ連続放送。
| 放送回 | 放送日時                   | サブタイトル         | 本編回          |
| ------ | -------------------------- | -------------------- | --------------- |
| 第一部 | 2014年1月2日 16:00 - 17:50 | ならぬことはならぬ   | 第1回 - 第16回  |
| 第二部 | 2014年1月2日 16:00 - 17:50 | 鶴ヶ城決戦           | 第17回 - 第26回 |
| 第三部 | 2014年1月3日 16:00 - 18:00 | 敗戦、そして新天地へ | 第27回 - 第39回 |
| 第四部 | 2014年1月3日 16:00 - 18:00 | いつの日も花は咲く   | 第40回 - 最終回 |

## 受賞
- 2014年度 国際エミー賞テレビドラマ部門
  - ノミネートファイナリスト[30]
- TVnavi ドラマ・オブ・ザ・イヤー2013
  - 主演女優賞（綾瀬はるか）[31]
- 第22回 橋田賞
  - 新人賞：綾野剛（『八重の桜』『最高の離婚』『空飛ぶ広報室』）[32]
- 第67回（2013年度）映像技術賞 審査員特別賞
  - 「八重の桜」ＶＦＸチーム[33]
- VFX-JAPANアワード 2014
  - テレビ番組部門 最優秀賞[34][35]

## 関連商品

### ブルーレイ＆DVD
本編を収録したブルーレイ＆DVDポニーキャニオンより発売。ブルーレイ＆DVDともに収録内容は同一。
- 大河ドラマ 八重の桜　完全版　第壱集
- 大河ドラマ 八重の桜　完全版　第弐集
- 大河ドラマ 八重の桜　完全版　第参集
- 大河ドラマ 八重の桜　総集編

### 動画配信（NHKオンデマンド以外）
- FODプレミアム - 2020年10月より配信[注釈 13]

### 書籍
公式ガイドブック
- NHK大河ドラマ・ストーリー 八重の桜 前編 ISBN 978-4149233628（2012年12月19日発売、NHK出版）
- NHK大河ドラマ・ストーリー 八重の桜 後編 ISBN 978-4149233635（2013年5月29日発売、NHK出版）
- NHK大河ドラマ・ストーリー 八重の桜 完結編 ISBN 978-4149233642（2013年9月27日発売、NHK出版）
- NHK大河ドラマ 歴史ハンドブック 八重の桜 ISBN 978-4149108384（2012年12月19日発売、NHK出版）

ノベライズ
五十嵐佳子によるノベライズ。全4巻。いずれもNHK出版より刊行。
1. 八重の桜 一 ISBN 978-4140056257（2012年11月27日発売）
2. 八重の桜 二 ISBN 978-4140056264（2013年3月26日発売）
3. 八重の桜 三 ISBN 978-4140056271（2013年7月26日発売）
4. 八重の桜 四 ISBN 978-4140056288（2013年10月8日発売）

### CD
1. NHK大河ドラマ 八重の桜 オリジナル・サウンドトラック I（2013年1月30日発売、commmons）
2. NHK大河ドラマ 八重の桜 オリジナル・サウンドトラック II（2013年7月31日発売、commmons）

### 漫画
山本むつみの脚本を原案とした以下の作品が各誌で連載。
八重の桜
作画：竹村洋平 / 『ジャンプスクエア』（集英社）2013年1月号から同年12月号まで連載された。単行本はジャンプ・コミックスより発売。会津編を描き、京都編はエピローグとして新島襄との出会いまでをダイジェストで描いている。全3巻。
1. ISBN 978-4-08-870674-0（2013年4月4日発売）
2. ISBN 978-4-08-870792-1（2013年8月2日発売）
3. ISBN 978-4-08-870866-9（2013年12月4日発売）

凛々と咲く -八重の桜-
作画：久木ゆづる / 『サムライエース』（角川書店）Vol. 4から連載。全2巻。
1. ISBN 978-4-04-120725-3（2013年6月26日発売）
2. ISBN 978-4-04-120998-1（2013年12月5日発売）

八重の桜〜男勝りな少女〜
作画：梨月詩 / 『増刊Cheese!』（小学館）2013年3月号から連載。単行本はフラワーコミックスより発売。全3巻。
1. ISBN 978-4-09-135289-7（2013年4月26日発売）
2. ISBN 978-4-09-135526-3（2013年8月26日発売）
3. ISBN 978-4-09-135675-8（2013年12月26日発売）

## ドラマ舞台地の誘致運動・反応
ハンサムウーマン八重と会津博 大河ドラマ館
2013年1月12日 - 2014年1月14日：福島県会津若松市
撮影で使われた衣装や大道具などを展示。
八重の桜 ラッピングジェット
2013年1月15日 - 12月頃：日本国内
2013年NHK大河ドラマ特別展 八重の桜
2013年3月12日 - 5月6日：東京都江戸東京博物館
2013年5月17日 - 7月3日：福島県立博物館
2013年7月13日 - 9月1日：京都文化博物館
2014年7月12日、同志社社史資料センターは、同センターから貸し出され、「伝山本覚馬所用長巻」として展示された刀が、その後の調査により覚馬の所持品ではないことが判明したと発表し、謝罪した。